# Matra MS10
Matra MS10 – samochód Formuły 1 zaprojektowany przez Bernarda Boyera i wyprodukowany przez Matra Sports. Brał udział w sezonach 1968–1969. Przyczynił się do pierwszego zwycięstwa Matry w Formule 1 oraz trzeciego miejsca Matry w klasyfikacji konstruktorów w sezonie 1968.

## Charakterystyka
Poprzednik modelu, Matra MS9, był nieco przerobionym samochodem Formuły 2. MS10 był natomiast zupełnie nowym modelem. Dzięki koneksjom Kena Tyrrella Matra zyskała silnik Cosworth DFV, który wcześniej pokazał swój potencjał w Lotusach 49. W pierwszym wyścigu sezonu 1968 nadal używano jednak modelu MS9.
MS10, skonstruowany wokół jednostki DFV, miał "aerodynamiczny" zbiornik paliwa, który powodował, że samochód był o 15 kg lżejszy (to rozwiązanie zostało zakazane przez FIA w 1970 roku ze względów bezpieczeństwa). Jednakże ze względu na użycie ramy pomocniczej samochód nie wykorzystywał tak dobrze silnika jak Lotus 49. Mimo tego samochód był bardzo konkurencyjny. Jackie Stewart zwyciężył w piątym wyścigu sezonu, a później wygrał jeszcze dwa razy, w tym w Grand Prix Niemiec, gdzie nad drugim Grahamem Hillem miał przewagę ponad czterech minut. Stewart zajął drugie miejsce w klasyfikacji kierowców sezonu 1968 (za Hillem), a Matra – trzecie w klasyfikacji konstruktorów (za Lotusem i McLarenem).
W pierwszym wyścigu sezonu 1969 również wystawiono MS10, który był jednak znacznie zmodyfikowany w stosunku do wersji z 1968 roku. Zastosowano nadwozie w kształcie butelki Coca-Coli, co miało na celu m.in. zapewnić większy zbiornik paliwa. Usunięto tylną ramę pomocniczą, przez co silnik był lżejszy i osiągał większą moc. Przebudowano zawieszenie. Te zmiany spowodowały, że MS10 nadal był konkurencyjnym samochodem. Po powrocie do Europy Stewart otrzymał Matrę MS80, której używał do końca sezonu i na której zdobył swój pierwszy tytuł mistrza świata.
Wyprodukowano dwa egzemplarze MS10.

## Wyniki w Formule 1
| Legenda oznaczeń w tabelach wyników Wyświetl szablon na nowej stronie | Legenda oznaczeń w tabelach wyników Wyświetl szablon na nowej stronie                                                                     |
| Oznaczenie                                                            | Wyjaśnienie |
| --------------------------------------------------------------------- | --- |
| Złoty                                                                 | Zwycięzca lub mistrzostwo |
| Srebrny                                                               | 2. miejsce lub wicemistrzostwo |
| Brązowy                                                               | 3. miejsce lub II wicemistrzostwo |
| Zielony                                                               | Ukończył, punktował (w klasyfikacji generalnej, gdy zdobył co najmniej jeden punkt na przestrzeni sezonu, poza trzema powyższymi opcjami) |
| Niebieski                                                             | Ukończył, nie punktował (w klasyfikacji generalnej, gdy nie zdobył co najmniej jednego punktu na przestrzeni sezonu)                      |
| Czerwony                                                              | Nie zakwalifikował się (NZ) |
| Czerwony                                                              | Nie prekwalifikował się (NPK) |
| Różowy                                                                | Nie ukończył (NU) |
| Różowy                                                                | Niesklasyfikowany (NS) (w klasyfikacji generalnej, gdy nie został sklasyfikowany w żadnym wyścigu sezonu)                                 |
| Czarny                                                                | Zdyskwalifikowany (DK) |
| Czarny                                                                | Wykluczony (WYK/EX) |
| Biały                                                                 | Nie wystartował (NW) |
| Biały                                                                 | Kontuzjowany (K/INJ) |
| Biały                                                                 | Wyścig odwołany (OD/C) |
| Bez koloru                                                            | Został wycofany (WYC/WD) |
| Bez koloru                                                            | Nie przybył (NP/DNA) |
| Bez koloru                                                            | Nie brał udziału w treningach (NT/DNP) |
| Bez koloru                                                            | Nie został zgłoszony (–) |
| Pogrubienie                                                           | Start z pole position |
| Kursywa                                                               | Najszybsze okrążenie wyścigu |
| †                                                                     | Nie ukończył, ale jego rezultat został zaliczony ze względu na przejechanie więcej niż 90% dystansu wyścigu.                              |
| *                                                                     | Sezon w trakcie |
| 1/2/3                                                                 | Punktowana pozycja w sprincie kwalifikacyjnym                                                                                             |
| Lista systemów punktacji Formuły 1                                    | |

| Sezon | Zespół              | Silnik  | Opony | Kierowcy             | 1   | 2   | 3   | 4   | 5   | 6   | 7   | 8   | 9   | 10  | 11  | 12  | Pkt. | Msc. |
| ----- | ------------------- | ------- | ----- | -------------------- | --- | --- | --- | --- | --- | --- | --- | --- | --- | --- | --- | --- | ---- | ---- |
| 1968  | Matra International | Ford V8 | D     |                      | ZAF | ESP | MCO | BEL | NLD | FRA | GBR | DEU | ITA | CND | USA | MEX | 45   | 3    |
| 1968  | Matra International | Ford V8 | D     | Jackie Stewart       |     |     |     | 4   | 1   | 3   | 6   | 1   | NU  | 6   | 1   | 7   | 45   | 3    |
| 1968  | Matra International | Ford V8 | D     | Jean-Pierre Beltoise |     | 5   |     |     |     |     |     |     |     |     |     |     | 45   | 3    |
| 1968  | Matra International | Ford V8 | D     | Johnny Servoz-Gavin  |     |     | NU  |     |     |     |     |     | 2   | NU  |     | NU  | 45   | 3    |
| 1969  | Matra International | Ford V8 | D     |                      | ZAF | ESP | MCO | NLD | FRA | GBR | DEU | ITA | CND | USA | MEX |     | 66   | 1    |
| 1969  | Matra International | Ford V8 | D     | Jackie Stewart       | 1   |     |     |     |     |     |     |     |     |     |     |     | 66   | 1    |
| 1969  | Matra International | Ford V8 | D     | Jean-Pierre Beltoise | 6   |     |     |     |     |     |     |     |     |     |     |     | 66   | 1    |